# Bukovec (priimek)
Bukovec je 133. najbolj pogost priimek v Sloveniji, ji ga je Po podatkih Statističnega urada Republike Slovenije na dan [31. decembra 2007 uporabljalo 1131 oseb.

## Znani nosilci priimka
- Anja Bukovec (*1978), violinistka
- Anja Bukovec - Anette, pevka in avtorica glasbe
- Anton(io) Žerdin Bukovec (*1950), misijonski škof v Peruju
- Avgust Bukovec (1878—1965), čebelar in vrtnar
- Boris Bukovec (*1961), prof. in dekan Fakultete za organizacijske študije v Novem mestu
- Brigita Bukovec (*1970), atletinja
- Erazem (Franc) Bukovec (1850—?), pevec, samostanski vrtnar in organist na Trsatu
- Fran Bukovec, župnik, istrski narodni buditelj
- Franc Bukovec - Ježovnik (1910—1942), partizan in narodni heroj
- Ivan Bukovec (1932—2021), slikar, kipar, scenograf, vodja likovnega odseka Slovenske kulturne akcije
- Ivan (Janko) Bukovec (*1949), politik
- Janez Bukovec (1925—1995), ekonomist, univ. prof.
- Jerica Gregorc Bukovec (*1980), zborovodkinja
- Nataša Bukovec (*1946), kemičarka, univ. profesorica
- Peter Bukovec (*1946), kemik, univ. profesor, publicist
- Sonja Bukovec, ekonomistka, drž. sekretarka
- Tomaž Bukovec, novinar (= jamar ?)
- Vesna Bukovec (*1977), večmedijska/vizualna umetnica
- Vilma Bukovec (1920—2016), pevka sopranistka